# Красновичи (Могилёвская область)
Красно́вичи (бел. Красновічы) — деревня в составе Глушанского сельсовета Бобруйского района Могилёвской области Республики Беларусь.

## История
До 20 ноября 2013 года входила в состав Гороховского сельсовета.

## Население
- 1999 год — 5 человек
- 2010 год — 2 человека